# عدم التحمل (فيزياء)

انقطاع التيار الكهربائى

عدم التحمل في نظام الطاقة الكهربائية هي الحالة التي يكون فيها فقدان التحمل المفاجئ في النظام والذي يتسبب في زيادة تواتر معدات التوليد. يعد اختبار عدم التحمل جزءًا من التكليف لأنظمة الطاقة للتأكد من أن النظام يمكنه تحمل الفقد المفاجئ للتحمل والعودة إلى ظروف التشغيل العادية.

## روابط خارجية
- "3 Major Problems in Restoring Power After a Black Out", Space Weather
- Motter، Adilson E.؛ Lai، Ying-Cheng (20 ديسمبر 2002). "Cascade-based attacks on complex networks" (PDF). Physical Review E. ج. 66 ع. 6: 065102. arXiv:cond-mat/0301086. Bibcode:2002PhRvE..66f5102M. DOI:10.1103/physreve.66.065102. ISSN:1063-651X. PMID:12513335. S2CID:17189308. مؤرشف من الأصل (PDF) في 2022-12-06.